# هنادي جرادات
هنادي تيسير عبد المالك جرادات (22 سبتمبر 1975 -4 أكتوبر 2003)، فدائية فلسطينية من جنين فجرت نفسها يوم السبت 4 أكتوبر 2003 في عملية استشهادية على مطعم مكسيم في مدينة حيفا. قُتل 21 شخصًا وجُرح 51. كانت هنادي جرادات سادس استشهادية في انتفاضة الأقصى والثانية تجندها حركة الجهاد الإسلامي.

## مولدها ونشأتها
ولدت هنادي جرادات في الحي الشرقي لمدينة جنين شمال الضفة الغربية في 22 سبتمبر 1975، لعائلة تتكون من 12 فردًا (ثمانية فتيات وشابين هما فادي ـ الذي نفذت عمليتها ثأرًا له ـ وثائر).
اعتقل أبوها تيسير جرادات عدة مرات خلال ستة سنوات، وولدت بناته خلود وهنادي وفادية أثناء اعتقاله.

## دراستها
درست هنادي المرحلتين الابتدائية والإعدادية بمدرسة فاطمة خاتون، والثانوية بمدرسة الزهراء، قبل أن تتوجه إلى الأردن لتلتحق بجامعة جرش الأهلية، وتدرس بكلية الحقوق لتتخرج عام 1999 وتعد إلى فلسطين للعمل في مجال المحاماة، وكانت تنوي افتتاح مكتب خاص بها كمحامية مستقلة.

## خلفية عمليتها الاستشهادية
في مساء 12 يونيو 2002 قامت القوات الإسرائيلية الخاصة بقتل فادي ـ شقيق هنادي ـ وصالح ـ ابن عمها، وهو قائد عسكري بالجهاد الإسلامي ـ أثناء جلوسهما أمام منزلهم بحارة الدبوس في شرق مدينة جنين مع زوجة صالح وشقيقات فادي. يقول الأب تيسير جرادات «كان بإمكانهم اعتقالهما، ولكنهم أطلقوا النار عليهما وقتلوهما بدم بارد».
عندما تقدمت هنادي لنجدة شقيقها المضرج بالدماء هاجمها الجنود ومنعوها، وقد أثرت هذه الواقعة بشكل بالغ ـ كما يقول الوالد تيسير جرادات ـ على هنادي. تقول شقيقتها فادية: «من يوم استشهاد أخي اختلفت طباعها تماما، أصبحت تجلس بمفردها كثيرا، تحب العزلة، تستمع الأشرطة الدينية وتقرأ القرآن»، موضحة أنها توعدت بالثأر بعد أن رأت جثة شقيقها في المستشفى، وأشارت فادية إلى أن شقيقتها تأثرت أيضا بالعدوان الصهيوني المتواصل على الشعب الفلسطيني، وليس بمجرد استشهاد أخيها وابن عمها.

## التفجير
في يوم التفجير غادرت هنادي منزل أسرتها وهي صائمة دون أن تظهر عليها ـ كما تقول أمها ـ أي علامات تثير الشك بأنها ستقوم بأي عمل غير اعتيادي، ثم تمكنت من تنفيذ العملية التي هزت مدينة حيفا السبت 4 أكتوبر 2003، وأسفرت عن مقتل 21 إسرائيلياً وإصابة 50 آخرين؛ لتكون بذلك الاستشهادية السادسة بالانتفاضة، وأولى استشهاديي العام الرابع للانتفاضة.

## الاستشهادية السادسة
تعد هنادي جرادات الاستشهادية السادسة من الفتيات اللواتي نفذن عمليات تفجيرية ضد أهداف إسرائيلية؛ حيث كانت الأولى وفاء الإدريسي من مخيم الأمعري جنوب مدينة رام الله والتي نفذت عمليتها في القدس، وكانت الثانية هي دارين أبو عيشة، التي نفذت عمليتها عند أحد الحواجز الإسرائيلية عندما استوقفها الجنود ففجرت نفسها بينهم، وتلتها آيات الأخرس في متجر بالقدس الغربية، ثم عندليب طقاطقة من بيت فجار بقضاء بيت لحم، وكانت خامستهن هبة دراغمة، والسادسة هنادي جرادات.
«بقوة الله وعزيمته قررت أن أكون الاستشهادية السادسة التي تجعل من جسدها شظايا تتفجر لتقتل الصهاينة وتدمر كل مستوطن وصهيوني. ولأننا لسنا وحدنا من يجب أن يبقى يدفع الثمن ويحصد ثمن جرائمهم، وحتى لا تبقى أمهاتنا تدفع ثمن الإجرام الصهيوني، وحتى لا تبقى أمهاتنا تبكين وتصرخن على أطفالهن وأبنائهن بل يجب أن نجعل أمهاتهم يبكين فقد قررت بعد الاتكال على الله أن أجعل الموت الذي يحيطوننا به يحيط بهم وأن أجعل أمهاتهم تبكين دمعاً وندماً ودعوتي لله أن يجعلنا نحن معمرون في الجنة ويجعلهم من الخالدين في النار».
بهذه الكلمات انطلقت الاستشهادية المجاهدة هنادي جرادات نحو مدينة حيفا حيث هناك كان الانفجار الذي هز عرش الصهاينة الجبناء فحصدت العشرات من الصهاينة بين قتيل وجريح، وخطت وصيتها بالدم علي أنها سوف تنتقم لأخيها وابن عمها التي اغتالتهما قوات الاحتلال بجنين أقسمت ان تثار وتنتقم من الصهاينة الجبناء. لم تكن هنادي الشاهد الوحيد على ذلك المنظر المروع فإلى جانبها كانت زوجة الشهيد المجاهد صالح جرادات وطفله الوحيد الذي لم يتجاوز الثانية من عمره وجميعهم عاشوا تلك اللحظات القاسية التي جعلت الزوجة غير قادرة على الكلام حتى بعد ثلاثة أيام من استشهاد زوجها.

### بداية العملية
لم تكن رواية التفاصيل سهلة بالنسبة لهنادي التي تربطها بشقيقها الأكبر علاقة مميزة خاصة وانه المعيل الوحيد للأسرة فوالدها يعاني من مرض خطير ولدى وقوع الجريمة كان موجوداً في الأردن مع زوجته يتلقى العلاج، وإلى جانب هنادي كان يوجد في البيت شقيقاتها وصالح ابن عمها وفادي يعيشون لحظات حزن وترقب بسبب قلقهم على مصير الوالد الذي تدهورت حالته الصحية.
مساء يوم الخميس (12/6/2003) حضرت زوجة المجاهد صالح جرادات التي تسكن قرية السيله الحارثية مسقط رأسه للاطمئنان عليه ومشاهدته فقد مر عليهما زمن طويل لم يشاهدها وطفله الوحيد فالاحتلال _تقول هنادي_ يطارد صالح ويلاحقه منذ فترة طويلة ويتهمه انه قائد سرايا القدس الجناح العسكري للجهاد الإسلامي وتضيف يوميا كان يتعرض منزلهم للدهم وتلقت عائلته عشرات التهديدات بتصفيته مما حرمه أبسط حقوقه في الحياة وحتى طفله الوحيد لم يشاهده سوى مرات محدودة فحياتهم كانت صعبة.

#### التفاصيل
في ذلك اليوم الأسود تتابع هنادي وهي تحاول التغلب على دموعها «حضر صالح للاطمئنان على زوجته وطفله ووالدي فجلسنا على بوابة المنزل بشكل طبيعي، وما كاد يداعب طفله ويقبله وبينما كنا نشرب القهوة تقدمت نحونا سيارة تحمل لوحة ترخيص عربية كانت تسير بشكل طبيعي لذلك لم نهتم واعتقدنا أنه أحد أصدقاء صالح».
وتتذكر هنادي «الظلام دامس وكنا نجلس ونتحدث وفجأة توقفت السيارة بيضاء اللون فكرت أنه صديق صالح ولكن ولم تكد تصلنا حتى خرج منها شخصان وأطلقوا النار فورا على صالح وبلمح البصر حضرت سيارة أخرى وهي أيضاً عربية وانضمت لإطلاق النار ارتمينا أرضاً وحملت زوجة صالح الطفل وهربت للبيت أما أخي فادي فوقع أرضاً شاهدته ينزف فأمسكت بيده وبدأت اسحبه خلف الكنبة التي كنا نجلس عليها لنتقي الرصاص وبدأت اصرخ فادي صالح، سمعت فادي يتحدث بصعوبة ساعديني أنقذيني، وتضيف _بعدما توقفت ربع ساعة لان الدموع خنقت كلماتها_ واصلت سحبه فإذا بأحد المسلحين منهم يهاجمني القاني أرضاً وانتزع فادي مني وقال لي ادخلي البيت وإلا سأقتلك....
رفضت هنادي الانصياع لأوامرهم وتضيف «صرخت بهم اتركوني أريد إنقاذ أخي إنه ينزف فهاجموني كان صالح ممدد دون حراك ويبدو أنهم أصابوه برأسه أما فادي فلا زال يتحرك، ولكن ثلاثة منهم كانوا يتحدثون العربية بطلاقة هاجموني وسألوني أين سلاحه فقلت لا أعرف ولا يوجد سلاح الله أكبر عليكم سيموت».
قتلوهما بدم بارد.. صرخات ودموع هنادي لم تشفع لها أمام أفراد الوحدات الذين غادروا سياراتهم وانتشروا في كل مكان وتقول «أجبروني على النوم على وجهي وقال لي أحدهم يا كلبة يا إرهابية سنقتلك معهم، وضعوا سلاحهم في رأسي ثم قال أحدهم لمجموعة أخرى اسحبهم وكوِّمهم فثارت أعصابي ولم أتحمل فقلت أنتم إرهابيون كلاب اتركوهم فألقوني أرضاً وسحبوهما عدة أمتار ثم أطلقوا النار عليهما مجدداً وقتلوهما بدم بارد».

#### اشتباكات وإصابات
خلال ذلك ومع بداية الهجوم كانت أكثر من 10 آليات عسكرية اقتحمت جنين مع مختلف المحاور وانطلقت مسرعة نحو منطقه الدبوس، فقد اقتحمت الدوريات المنطقة لتوفر الغطاء للوحدات الخاصة وحاصرت الحي بأكمله بعضها أغلق محاور الطرق والبعض الآخر توجه لموقع العملية رغم الاشتباكات العنيفة التي اندلعت، ففور انتشار نبأ الهجوم اندلعت مواجهات عنيفة في جميع أرجاء المدينة واشتبك رجال المقاومة مع جنود الاحتلال الذين قصفوا المنازل والأحياء بالرشاشات الثقيلة مما أدى لإصابة ثلاثة مواطنين بينهم طفله برصاص الاحتلال.
تؤكد هنادي أن العملية كانت تستهدف تصفيه المجاهد صالح وفادي ابن عمه وتقول كان بإمكانهم اعتقالهما لأنهم فاجؤونا بكل شيء وحاصروا المنزل ولم يكن من الممكن لأحدنا أن يتحرك أو يهرب ومما يؤكد استهدافية القتل أن أفراد الوحدات الذين كانوا يرتدون الزي الفلسطيني ويتحدثون العربية ومنذ اللحظة الأولى أطلقوا النار.

### وصيتها لأهلها وذويها
بسم الله الرحمن الرحيم والصلاة والسلام على سيد العالمين سيدنا صلى الله عليه وسلم.
قال تعالى: ﴿وَلاَ تَحْسَبَنَّ الَّذِينَ قُتِلُواْ فِي سَبِيلِ اللّهِ أَمْوَاتًا بَلْ أَحْيَاء عِندَ رَبِّهِمْ يُرْزَقُونَ...﴾ صدق الله العظيم.
الأهل الأعزاء الذين سوف يثيبهم الله رب العالمين كما سبق ووعدنا جميعاً في كتابه العزيز ﴿وَبَشِّرِ الصَّابِرِينَ﴾ ولقد وعد الله الصابرين على كل ما آتاهم به الله الجنة وحسنت منزلة، فاحتسبوني عند الله سبحانه وتعالى، فلن أكن غالية فداءً لدين الله سبحانه وتعالى، لقد آمنت بما جاء بالقرآن الكريم واشتقت لأنهار الجنة واشتقت لرؤية نور وجه الله الكريم اشتقت لكل ذلك بعد أن منّ الله عليّ بالهداية...
أحبائي مَن أتمنى أن أكون من الشافعين لهم يوم الموقف العظيم.
لقد اخترت طريقي هذا بكامل إرادتي ولقد سعيت لهذا كثيراً حتى منّ الله عليّ بالشهادة إن شاء الله... فهي ليست لكل إنسان على الأرض بل هي للمكرمين من عند الله، أفتحزنون لأن الله كرّمني بها؟ أهل تجزون الله بما لا يُحب ولا أنا أحب أيضاً؟؟ احتسبوني لله تعالى... وقولوا لا حول ولا قوّة إلا بالله... وإنّا لله وإنّا إليه راجعون... جميعنا ميتون فلا مُخلّد على هذه الأرض ولكن العاقل هو الذي يستجيب لنداء الله سبحانه وتعالى، فهذه بلاد جهاد فقط ونحن نعيش بها للجهاد علّنا نرفع الظلم الذي نحيا به على مدار الأعوام الماضية... أَعلم أنني لن أُعيد فلسطين أعلمها تمام العلم، ولكن أعلم أن هذا واجبي قد قدمته أمام الله... لبيت النداء بعد إيماني بعقيدتي وأنا الآن أُعلمكم بأنني إن شاء الله سأجد ما وعدني الله تعالى أنا وكل مَن يسيرون على هذا الطريق... جنان وعدنا الله بها مخلدون بها إن شاء الله. بعد إيماني بهذا كيف تعتقدون أنني سأقبل بكل المغريات الدنيوية الزائلة؟ كيف سأعيش على هذه الأرض وروحي أصبحت معلقة بملك مقتدر؟؟
أصبح كل همّي هو رؤية نور الله الكريم... هذه بلاده وهذا دينه وهم يريدون ليطفئوا نوره وكلنا نعلم ذلك... فواجبي نحو دين الله وحقه عليّ أن أدافع عنه...فليس أمامي غير هذا الجسد الذي سأجعله شظايا تقتلع قلب كل مَن حاول قلعنا من بلادنا، فكل مَن يزرع الموت لنا سيناله ولو كان جزءً بسيطاً... ونحن حتى الآن لا زلنا ضعفاء بحسب تقدير القويّ ولكن إيماننا موجود.. عقيدتنا تجعلنا نجدد عهدنا لربنا وبلادنا.